# マヒリョウ州

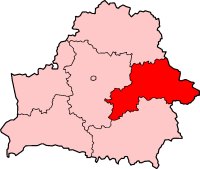
マヒリョウ州の位置

マヒリョウ州（ベラルーシ語: Магілёўская во́бласць、ロシア語: Могилёвская область）は、ベラルーシ東部に位置する州(オーブラスチ)。モギリョフ州とも。州都はマヒリョウ。面積は29,000km²。人口は114万6800人(2006年末)。東はロシアのスモレンスク州、ブリャンスク州と接している。

## 行政区分
マヒリョウ州は21のラヨン（地区）に分けられる。括弧内は各ラヨンの中心都市。
- ビャリニチ地区（ビャリニチ）
- バブルイスク地区（バブルイスク）
- ブィハウ地区（ブィハウ）
- フルスク地区（フルスク）
- ホルキ地区（ホルキ）
- ドリビン地区（ドリビン）
- キーラウスク地区（キーラウスク）
- クリマヴィチ地区（クリマヴィチ）
- クリチャウ地区（クリチャウ：Клічаў）
- クラスナポリェ地区（クラスナポリェ）
- クルィチャウ地区（クルィチャウ：Крычаў）
- クルフラエ地区（クルフラエ）
- カスツュコヴィチ地区（カスツュコヴィチ）
- マヒリョウ地区（マヒリョウ）
- ムスチスラウ地区（ムスチスラウ）
- アシポヴィチ地区（アシポヴィチ）
- スラウハラド地区（スラウハラド）
- ホツィムスク地区（ホツィムスク）
- チャヴスィ地区（チャヴスィ）
- チェルィカウ地区（チェルィカウ）
- シュクロウ地区（シュクロウ）

## 主な都市と人口
2009年1月現在の人口（単位：千人）。括弧内は各都市名をベラルーシ語、ロシア語の順で表記。
- マヒリョウ（Магілёў; Могилёв） 372.0
- バブルイスク（Бабруйск; Бобруйск） 219.0
- ホルキ	（Горкі; Горки） 34.0
- アシポヴィチ（Асіповічы; Осиповичи）	33.6
- クルィチャウ（Крычаў; Кричев）	26.8
- シュクロウ（Шклоў; Шклов）	17.8
- ブィハウ（Быхаў; Быхов）16.1
- カスツュコヴィチ（Касцюковічы; Костюковичи）	15.1
- クリマヴィチ（Клімавічы; Климовичи）	14.5
- ムスツィスラウ（Мсціслаў; Мстиславль）	11.5
- チャヴスィ（Чавусы; Чаусы）	10.4
- ビャリニチ（Бялынічы; Белыничи）	9.6
- キーラウスク（Кіраўск; Кировск）	8.7
- チェリカウ（Чэрыкаў; Чериков）	8.4
- スラウハラド（Слаўгарад; Славгород）	8.2
- フルスク（Глуск; Глуск）7.5
- クルフラエ（Круглае; Круглое）	7.3
- クリチャウ（Клічаў; Кличев）7.1